# Рыбная (приток Агуйдата)
Рыбная — река в Томской области России, левый приток Агуйдата. Устье реки находится в 3 км от устья Агуйдата по левому берегу. Протяжённость реки 23 км.
Левый приток — Ефремовка.

## Данные водного реестра
По данным государственного водного реестра России относится к Верхнеобскому бассейновому округу, водохозяйственный участок реки — Чулым от водомерного поста села Зырянское до устья, речной подбассейн реки — Чулым. Речной бассейн реки — (Верхняя) Обь до впадения Иртыша.
Код водного объекта — 13010400312115200021520.